# والتر آبوت
والتر آبوت (به انگلیسی: Walter Abbott) (زاده	۷ دسامبر ۱۸۷۷ - درگذشته	۱ فوریه ۱۹۴۱) بازیکن فوتبال اهل انگلستان بود که سابقهٔ بازی در تیم ملی فوتبال انگلستان را در کارنامهٔ خود دارد. وی در تاریخ ۳ مارس ۱۹۰۲ تنها بازی ملی خود را در مقابل تیم ملی فوتبال ولز انجام داد.